# Козьмодемьянское сельское поселение
Козьмодемьянское се́льское поселе́ние — бывшее муниципальное образование в Карагайском районе Пермского края Российской Федерации.
Административный центр — село Козьмодемьянск.
В 2018 году объединено с Карагайским сельским поселением.

## История
Статус и границы сельского поселения установлены Законом Пермской области от 1 декабря 2004 года № 1876—406 «Об утверждении границ и о наделении статусом муниципальных образований Карагайского района Пермского края».

## Население
| 2010 | 2012  | 2013  | 2014 | 2015 | 2016 | 2017 | 2018 |
| ---- | ----- | ----- | ---- | ---- | ---- | ---- | ---- |
| 1113 | ↘1088 | ↘1035 | ↘983 | ↘970 | ↗980 | ↘963 | ↗979 |

## Состав сельского поселения
| №  | Населённый пункт | Тип населённого пункта       | Население |
| -- | ---------------- | ---------------------------- | --------- |
| 1  | Аликино          | деревня                      | 1         |
| 2  | Дубренята        | деревня                      | 2         |
| 3  | Ерушниково       | деревня                      | 3         |
| 4  | Ершовка          | деревня                      | 2         |
| 5  | Заболотная       | деревня                      | 10        |
| 6  | Иваньково        | деревня                      | 167       |
| 7  | Козьмодемьянск   | село, административный центр | ↘602      |
| 8  | Лазарята         | деревня                      | 0         |
| 9  | Макарово         | деревня                      | 7         |
| 10 | Нижний Кущер     | деревня                      | 188       |
| 11 | Опалёна          | деревня                      | 7         |
| 12 | Паздниково       | село                         | 26        |
| 13 | Петрята          | деревня                      | 98        |